# Озёрная (река, впадает в Берингово море)
Озёрная (коряк. Коочь-агжа) — река в восточной части полуострова Камчатка в России.
Длина реки — 145 км (с Правой Озёрной — 199 км). Площадь водосборного бассейна — 8480 км².
Берёт начало на высоте 141 м нум от слияния реки Левая Озёрная и реки Правая Озёрная. Впадает в Берингово море.
По данным государственного водного реестра России относится к Анадыро-Колымскому бассейновому округу.
- Код водного объекта 19060000312120000011045

## Притоки
Впадают реки (км от устья)
- 4 км: река Гнилушка
- 18 км: река Киучин, Правый Киучин, (Широкий Ключ)
- 38 км: река Половинная
- 46 км: река Озерновский Севан
- 49 км: река Пылепил
- 59 км: река Галубельная
- 61 км: река Маимля
- 77 км: река Кичевина
- 79,8 км: река Ключ Двойной
- 80,2 км: ручьи Налето, руч. Правый Кожапк
- 91 км: река Кухленок
- 126,1 км: река Телямина
- 137 км: река Ломутская
- 145 км: река Левая Озёрная
- 145 км: река Правая Озёрная